# Liyabé Kpatoumbi
Liyabé Kpatoumbi (ur. 25 maja 1986 w Atakpamé) – togijski piłkarz występujący na pozycji napastnika.

## Kariera piłkarska
W swojej karierze piłkarskiej Kpatoumbi grał w klubie ASKO Kara.
W dorosłej reprezentacji zadebiutował w 2009 roku. Wcześniej strzelił między innymi 4 gole dla drużyny do lat 20. Był również powołany na Puchar Narodów Afryki 2010, jednak Togo zostało z niego ostatecznie wycofana, z powodu ataku na ich autokar.